# Rubrepeira rubronigra
Genre
Espèce
Synonymes
- Verrucosa rubronigra Mello-Leitão, 1939
- Actinosoma riscoi Archer, 1971

Rubrepeira rubronigra, unique représentant du genre Rubrepeira, est une espèce d'araignées aranéomorphes de la famille des Araneidae.

## Distribution
Cette espèce se rencontre du Mexique au Brésil.

## Description
Les femelles mesurent de 10 à 15 mm.

## Publications originales
- Mello-Leitão, 1939 : Some new argiopid spiders of British Guiana taken by Mr C. W. Richards from the nests of solitary wasps. Annaes da Academia. Brasileira de Sciencias, vol. 11, p. 105-112.
- Levi, 1992 : The American species of the orb-weaver genus Carepalxis and the new genus Rubrepeira (Araneae: Araneidae). Psyche, vol. 98, p. 251-264 (texte intégral).